# Orquestra de Câmara de Hong Kong
A Orquestra Sinfônica(pt-BR) ou Sinfónica(pt-PT?) Nacional da China (em chinês: Zhongguó Jiaoxiang Yuètuán) é a orquestra sinfónica nacional da China. Foi originalmente fundada como Orquestra Filarmônica Central da China em 1956 sob o comando do famoso maestro chinês Li Delun. Em 1996 a orquestra foi reestruturada e recebeu o atual nome. 
O atual diretor artístico e maestro principal da orquestra é En Shao e o maestro residente é Li Xincao.